# Villa Paolina di Compignano
Villa Paolina si trova in una frazione di Massarosa, Compignano, presso il Monte Quiesa, al confine col comune di Lucca.

## Storia

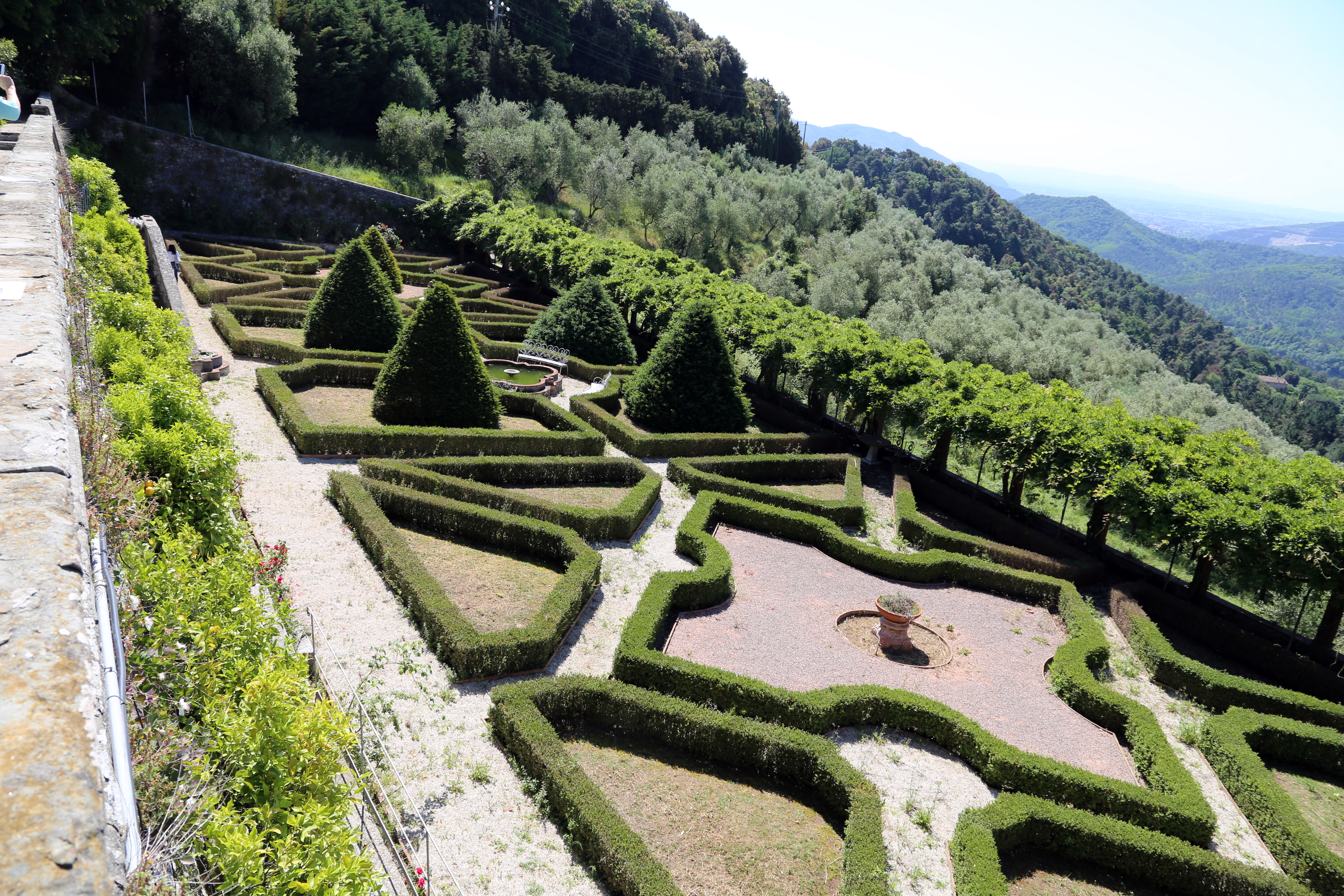
Il giardino all'italiana

Il toponimo Compignano risale forse a un antico possessore del podere della zona, forse un Campinius romano.
La villa nacque per la famiglia lucchese dei Trenta, e consisteva in un insediamento rurale probabilmente da identificare con le case rurali, le stalle e la cappella in località La Filanda. 
La costruzione della villa attuale risale al XVII secolo, e rimase di proprietà della famiglia fino al 1783, sebbene dal 1731 Tommaso Trenta avesse preso per sé e per i suoi discendenti il cognome di Mazzarosa, per un fidecommesso. 
Per discendenza passò ai Mansi, e nel 1812 fu acquistata da Elisa Baciocchi, tramite il segretario di Stato Frussard. Più che una residenza la villa era il centro di una redditizia attività agricola, per questo non venne aggiornata negli arredi originali, sebbene Elisa prese poi il titolo di duchessa di Compignano. A quell'epoca fu abitata solo dalla sorella di Elisa Paolina, dal 3 marzo al 5 giugno 1815, detti i "100 giorni di prigionia", che seguivano la fuga del fratello Napoleone dall'Elba, durante i quali l'inquieta principessa era tenuta sotto stretta vigilanza degli ussari del capitano polacco Sedlnicky. In seguito tornò a Viareggio, a un'altra villa Paolina. 

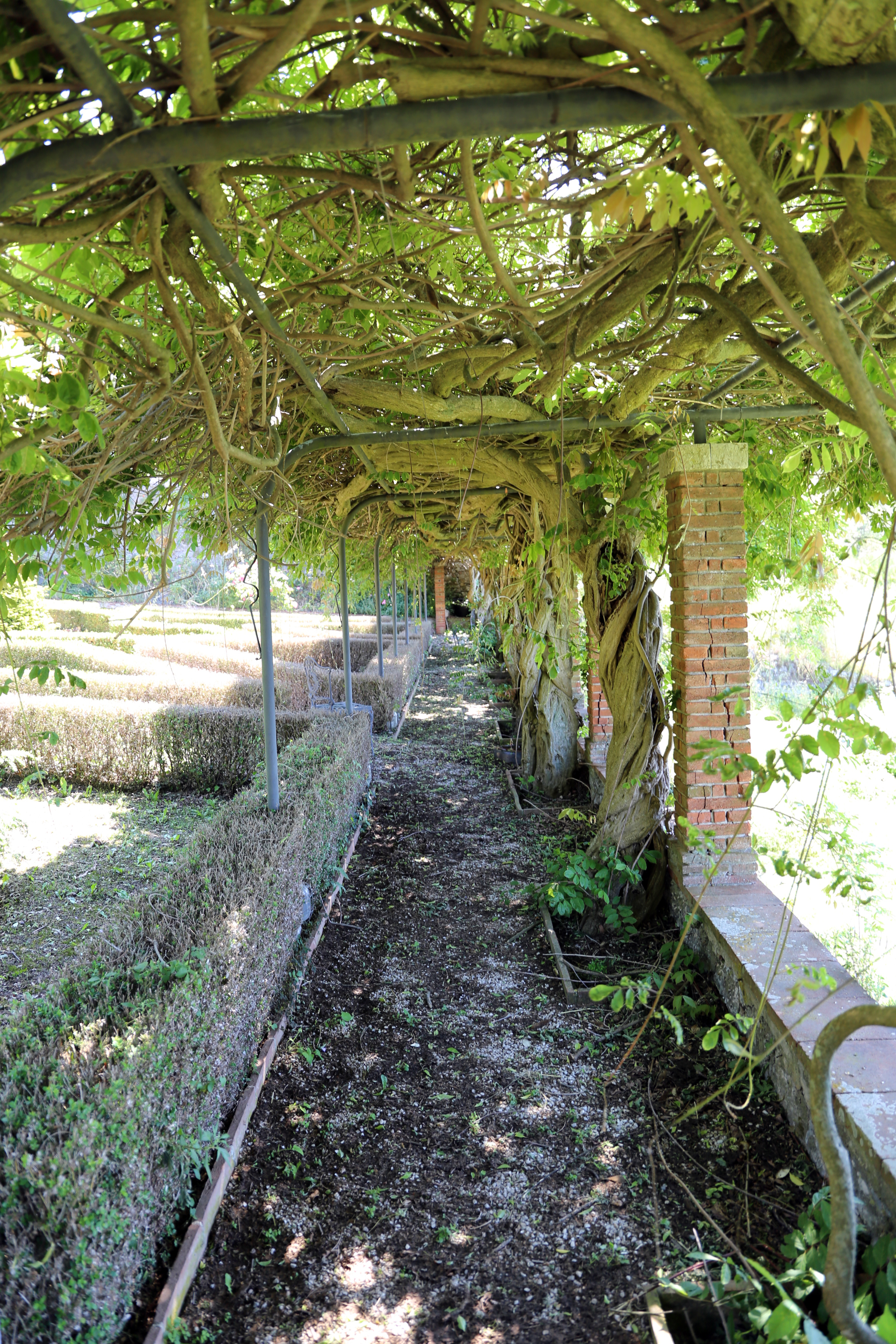
Il pergolato

La tenuta comprendeva anche terreni in località Balbano e Quiesa, tra aree boschive e coltive, dotate di frantoio, cava, fornace per mattoni e numerosi casamenti, capanne e stalle. 
La villa è appartenuta per molti anni all'imprenditore Giuliano Baldini. Dopo la morte di questi, avvenuta nel 2017, la società Fattoria di Compignano che gestiva il complesso ha dichiarato fallimento e l'edificio è stato messo all'asta.

## Descrizione
L'edificio è a base rettangolare, poggiante su un basamento a scarpa, e organizzato attorno a un salone centrale con soffitto a cassettoni dipinti e comprendente anche una cappella. 
A sud si trova una terrazza verde balaustrata, da cui scende una scalinata a dioppia rampa che porta al giardino all'italiana, bordato da un pergolato di glicine.